# Pinkovce
Pinkovce – wieś (obec) na Słowacji położona w kraju koszyckim, w powiecie Sobrance. Pierwsze wzmianki o miejscowości pochodzą z 1343 roku.
Według danych z dnia 31 grudnia 2012 roku, wieś zamieszkiwało 179 osób, w tym 96 kobiet i 83 mężczyzn.
W 2001 roku pod względem narodowości i przynależności etnicznej 98,57% mieszkańców stanowili Słowacy, a 1,43% Czesi.
Ze względu na wyznawaną religię struktura mieszkańców kształtowała się w 2001 roku następująco:
- Katolicy rzymscy – 21,9%
- Grekokatolicy – 25,24%
- Ewangelicy – 0,48%